# Kontaktlinse
Kontaktlinsen (auch Haftlinsen, Haftschalen oder Haftgläser; nicht zu verwechseln mit früher auch synonym benutzten Kontaktgläsern) sind optische Hilfsmittel, gehören zu den Sehhilfen und stellen als solche eine Alternative zur Brille dar. Kontaktlinsen liegen nicht direkt auf der Hornhaut des Auges auf, sondern schwimmen auf einem feinen Tränenfilm. Man unterscheidet zwischen formstabilen (harten) und weichen Kontaktlinsen. Mit ihnen lassen sich die meisten optischen Fehlsichtigkeiten (Ametropien) wie Kurzsichtigkeit, Weitsichtigkeit, Astigmatismus oder Presbyopie korrigieren. Besonders komplizierte Formen von Fehlsichtigkeiten wie Keratokonus, Keratoglobus oder sehr unterschiedliche Brechungsverhältnisse (Anisometropie) lassen sich mit Kontaktlinsen gut korrigieren, meist besser als mit einer Brille. Die gesetzlichen Krankenkassen in Deutschland tragen nur in bestimmten Fällen die Kosten für diese Form der Sehhilfen.

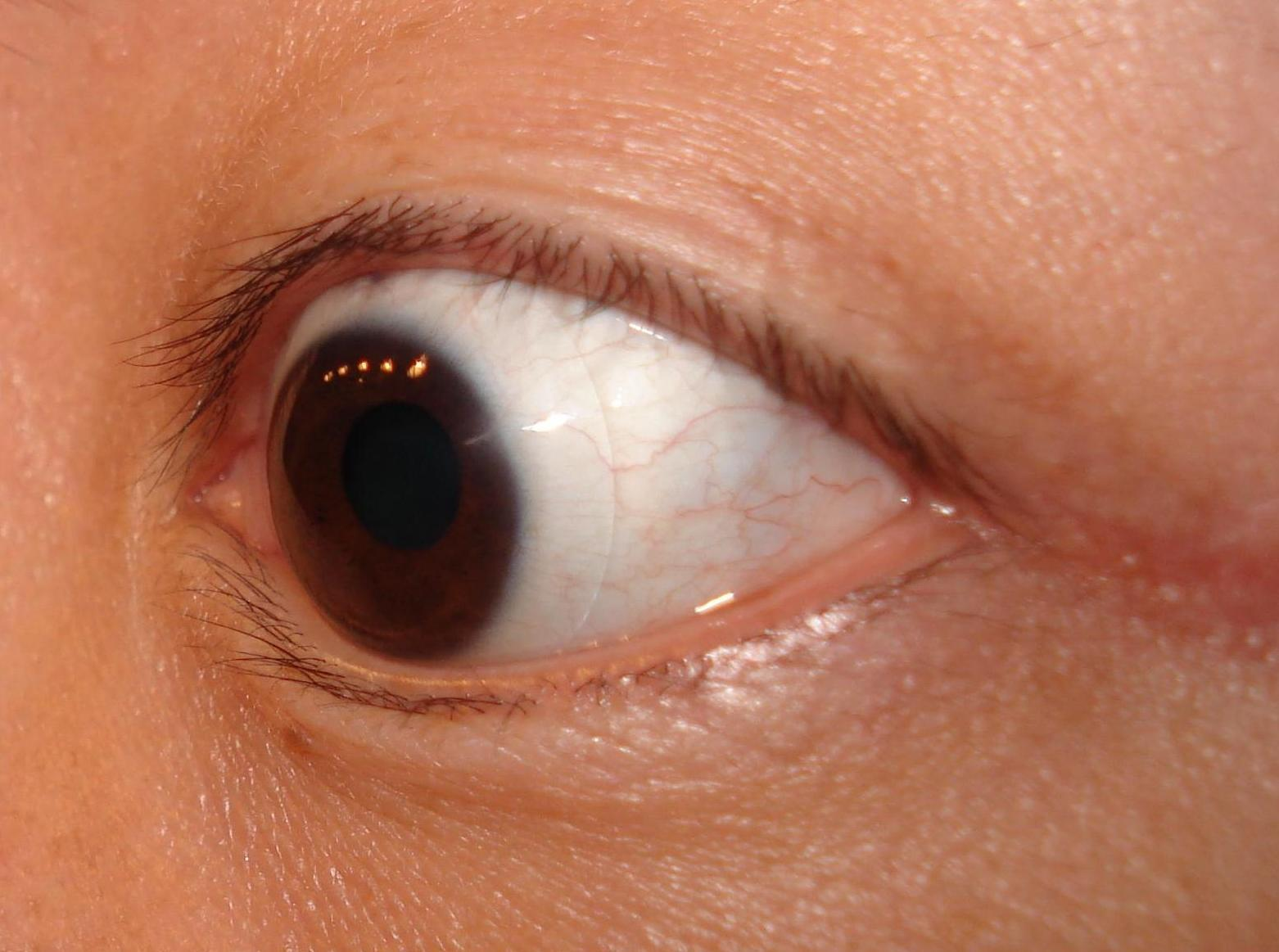
Kontaktlinse zur Korrektur von Kurzsichtigkeit

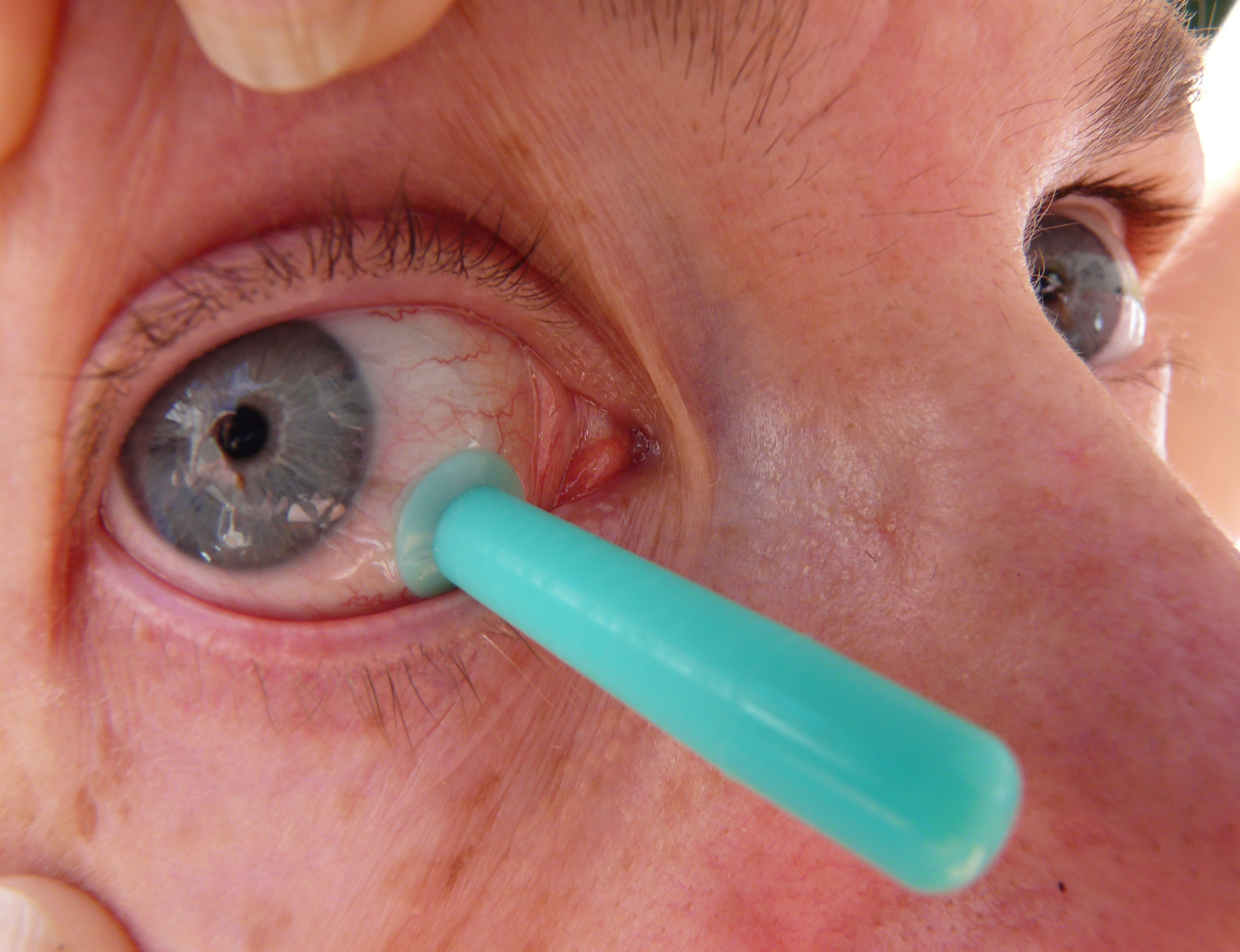
Ein Linsensauger kann das Wiederentfernen der Kontaktlinse erleichtern

## Geschichte

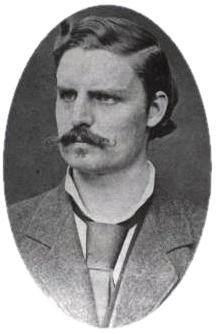
Adolf Eugen Fick

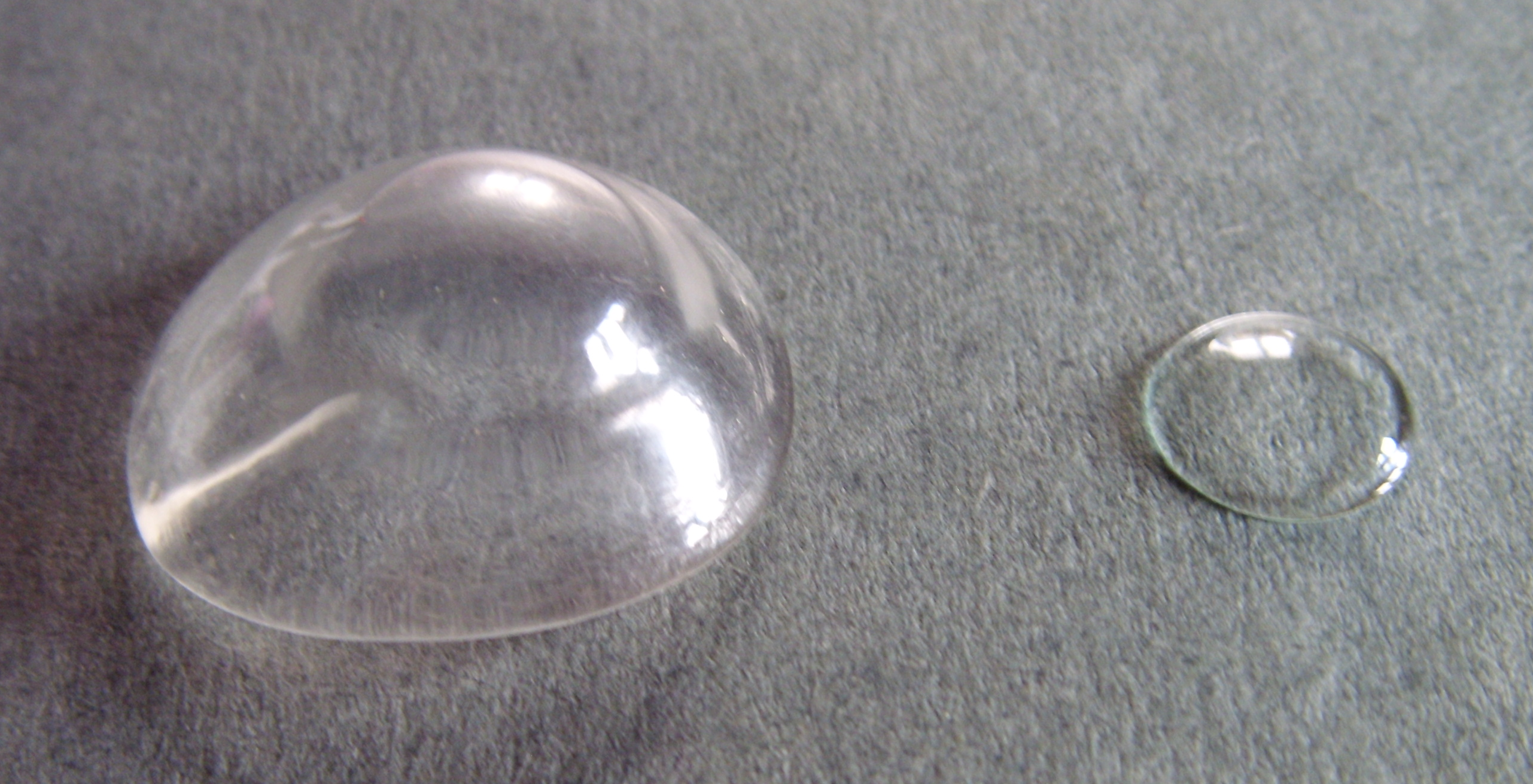
Größenvergleich Kontaktlinse der 1950er-Jahre zu aktueller formstabiler Linse

Die älteste Idee einer Modifikation der Brechungseigenschaften des Auges durch einen Eingriff direkt an der Hornhaut lässt sich bei Leonardo da Vinci in einer Schrift von 1508 nachweisen, der ein Eintauchen des Auges in ein wassergefülltes Glasgefäß vorschlug. René Descartes hatte 1636 die Idee einer mit Flüssigkeit gefüllten Glasröhre, die zur Korrektur einer Fehlsichtigkeit direkt auf das Auge gesetzt wird. Der Engländer John Herschel beschrieb 1823 eine „mit tierischer Gallerte gefüllte sphärische Kapsel, die auf die Oberfläche des Auges aufgebracht wird“ und kam damit den heutigen Kontaktlinsen schon nahe.
In den 1880er Jahren arbeiteten mindestens zwei Erfinder daran, das Konzept der Kontaktlinse erstmals in die Realität umzusetzen: Adolf Eugen Fick und August Müller entwickelten unabhängig voneinander Glasschalen, die den größten Teil der Augenoberfläche bedeckten. August Müller selbst, der stark kurzsichtig war, konnte diese Art von Linsen lediglich für maximal eine halbe Stunde tragen. Der Optiker William Feinbloom führte 1936 den Kunststoff PMMA erstmals als Kontaktlinsenmaterial an Stelle von Glas ein.
Bereits in den 1930er Jahren experimentierte Heinrich Wöhlk in Kiel mit Skleralschalen aus Plexiglas. Ihm gelang es als Erstem, die heutige moderne Form der lange tragbaren Kontaktlinse herzustellen. Er benutzte ein Verfahren zum präzisen Abguss der Hornhaut des Auges, was erst die Herstellung einer individuell passgenauen Kontaktlinse ermöglichte. Wöhlk kann somit als Erfinder der modernen harten Kontaktlinse gewertet werden. Tatsächlich fehlte ihm aber das Kapital und so konnte er seine Erfindung nicht zum Patent anmelden.
1948 wurde von Kevin Tuohy die erste vollständig aus PMMA hergestellte Linse zum Patent angemeldet, die nur noch die Hornhaut bedeckte und nicht mehr die gesamte Sclera. Ein weiterer wichtiger Durchbruch gelang 1959 Otto Wichterle, der das Hydrogel HEMA zur Herstellung von weichen Kontaktlinsen erfand.
Die sogenannten Wichterle-Linsen waren noch leicht zerbrechlich und im Gebrauch empfindlich. In den folgenden Jahren entwickelte Jacqueline Urbach ein sehr viel dünneres, weit stabileres Material für weiche Linsen, das 1974 zum Patent angemeldet wurde (Hydrophilic Contactlens Material; Patent Nummer 3'985'697). 1975 stellte sie in Amsterdam die ersten in Europa serienmäßig hergestellten weichen Linsen unter dem Namen „Urosoft“ vor und erhielt 1977 von der FDA in den USA die Bewilligung, eine der ersten weichen Linsen überhaupt zu vertreiben.

## Eigenschaften

### Benetzbarkeit
Die Benetzbarkeit der Kontaktlinsenoberfläche ist neben der Sauerstoffdurchlässigkeit eine zentrale Materialeigenschaft für die physiologische Verträglichkeit von Kontaktlinsen. Durch eine benetzbare Kontaktlinsenoberfläche wird die Integration der Kontaktlinse in den Tränenfilm und damit ein Gleiten der Kontaktlinse im Tränenfilm auf der Cornea ermöglicht. Weiterhin ist eine gute und gleichmäßige Benetzung Voraussetzung für eine gute optische Abbildung im Auge. Dafür muss die Kontaktlinsenoberfläche hydrophil sein, das heißt, es müssen sich dort polare Molekülgruppen befinden. Die Benetzbarkeit eines Materials kann in vitro über den Kontaktwinkel gemessen werden. Diese Oberflächeneigenschaften werden verschlechtert, wenn sich ein Ölfilm auf der Linse ablagert (bei Überfunktion der Meibom-Öldrüsen der Lider, bei Fettdünsten beim Kochen oder Frittieren, durch Makeup-Reste und so weiter).

## Linsentypen
Die Materialien für Kontaktlinsen sind makromolekulare organische Werkstoffe (Polymere), sie gehören zu den Plasten (Kunststoffen).
Man unterscheidet die Polymere grob in die Blockpolymere (Monomerfolge: AAABBB), die alternierenden Polymere (Monomerfolge:ABAB) und in die statistischen Polymere (Monomerfolge: AABABB).

### RGP-Kontaktlinsen (formstabile)

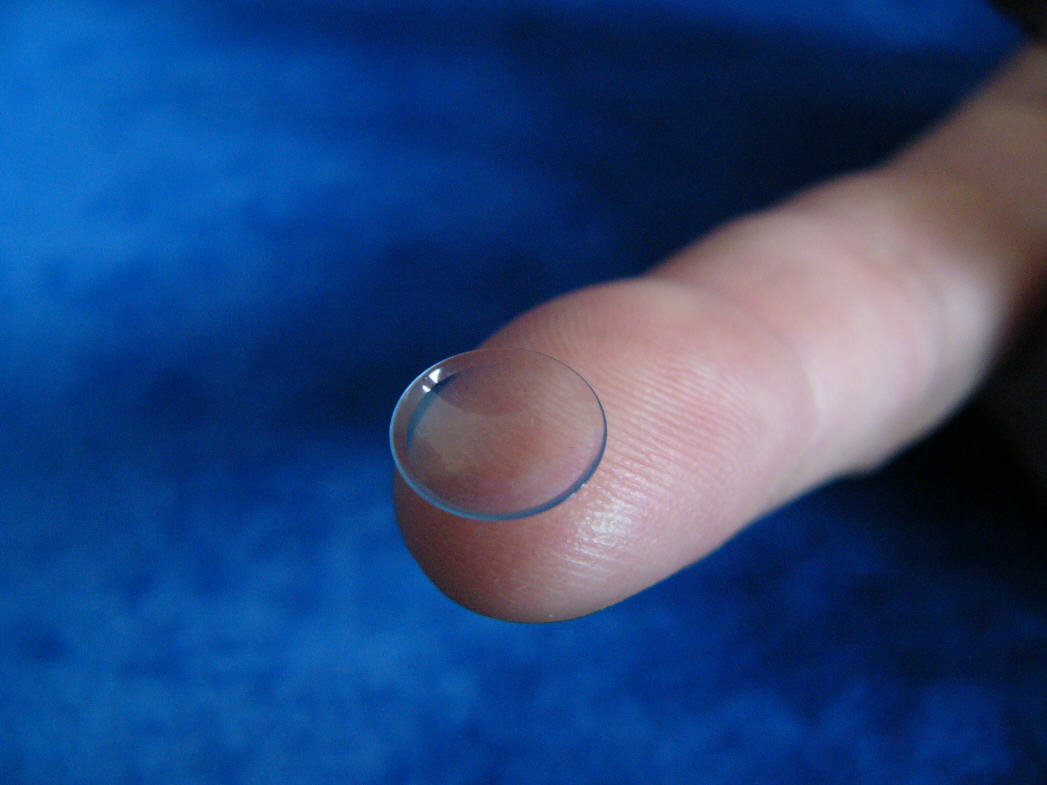
Formstabile Kontaktlinse

1976 kamen die ersten sauerstoffdurchlässigen, formstabilen Kontaktlinsen auf den Markt. Heutige oft abgekürzt mit RGP für rigid gas permeable. Der Durchmesser liegt üblicherweise zwischen acht und zehn Millimetern. Sie schwimmen beweglich auf einem Tränenfilm. Durch Weiterentwicklung der Kunststoffe weisen heutige formstabile Kontaktlinsen Sauerstoffdurchlässigkeiten mit Dk-Werten von 140 und mehr auf. Ein großer Teil des Sauerstofftransports zur Hornhaut verläuft so durch das Linsenmaterial hindurch. Ein leichter Astigmatismus kann durch die Formstabilität in Verbindung mit dem unter der Linse liegenden Tränenfilm ausgeglichen werden. Optimierte Messmethoden und günstigere Formgestaltung der Kontaktlinsen sowie komfortablere Materialien konnten die Verträglichkeit gegenüber den ersten formstabilen Kontaktlinsen verbessern. Alterungsprozesse können die Linse verformen und die Hornhaut schädigen. Beim Wechseln der Kontaktlinsen mit einem Linsensauger können bei zu großem Druck auf die Hornhaut leichte Verletzungen und in deren Folge Infektionen ausgelöst werden.

#### Materialien
Materialien für harte Kontaktlinsen sind im Allgemeinen Polymere, die Methylmethacrylat für die Verbesserung der mechanischen Stabilität und der optischen Eigenschaften sowie Siloxan und in den meisten Fällen auch Fluorverbindungen, die beide die Sauerstoffdurchlässigkeit des Materials erhöhen, enthalten.
Durch Aufspaltung der C=C-Doppelbindungen im Methacrylsäurerest der verschiedenen Methacrylsäureester entsteht die rückgratbildende Kette, an der die Restgruppen hängen. Diese Anordnung kann mit einer gepackten Wäscheleine verglichen werden.

### Weiche Kontaktlinsen

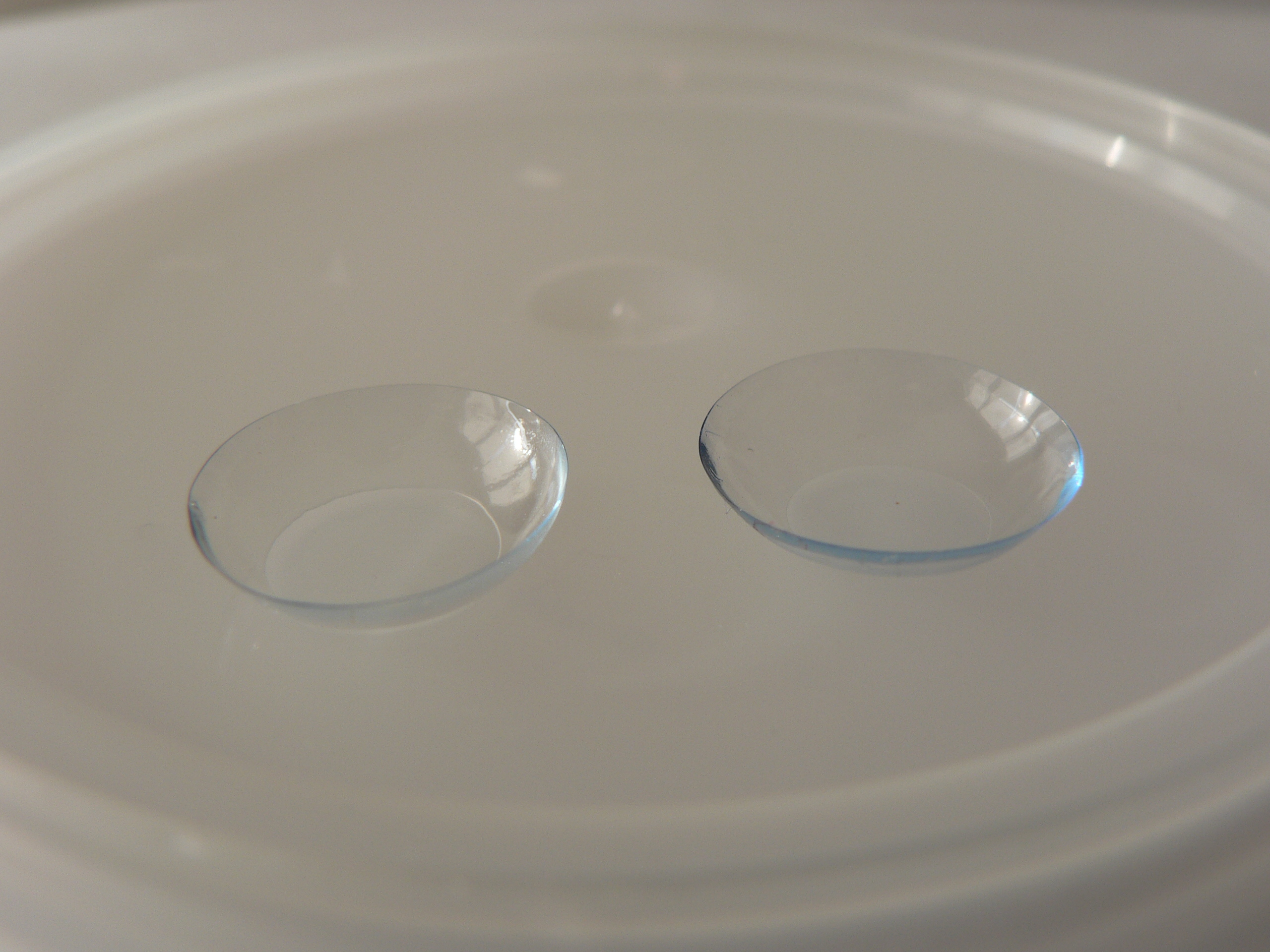
Weiche Kontaktlinsen

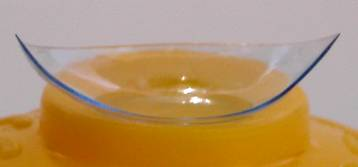
Schnitt durch eine weiche Kontaktlinse (−6,5 dpt)

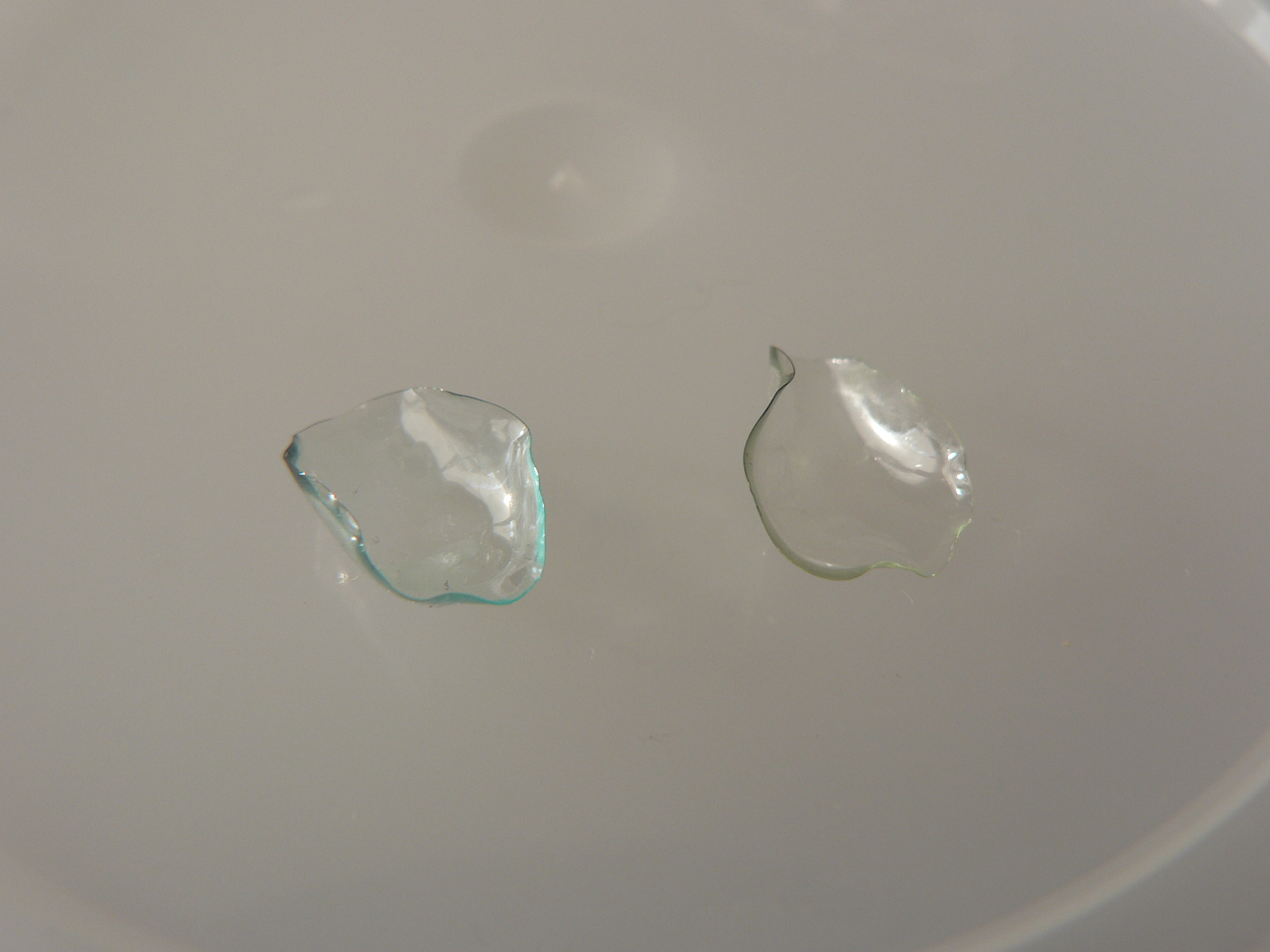
Ausgetrocknete weiche Kontaktlinsen

Weiche Kontaktlinsen sind flexibel und passen sich der Form der Hornhaut an. Der Durchmesser liegt üblicherweise zwischen 12 und 16 mm, der Linsenrand liegt daher bei geöffnetem Auge unter dem Lidrand. Die Tragedauer von weichen Kontaktlinsen variiert von Tages- über 14 Tages- und Monats- bis zu Jahreslinsen.

#### Hydrogellinsen
Weiche Kontaktlinsen sind heute mit Ausnahme der reinen Silicon-Kontaktlinsen Hydrogele, d. h. Wasser aufnehmende Kontaktlinsen. Hydrogele Kontaktlinsen sind häufig Blockpolymere, da hydrophile und hydrophobe Materialien (z. B. MMA / NVP) gemischt werden. Sie enthalten Wasser in einem Massenverhältnis von etwa 1:1. Solche Polymere sind zum Beispiel Ocufilcon oder Omafilcon, eine ganze Reihe weiterer, ähnlicher Materialien sind von der FDA zugelassen. Das Polymer dieser Kontaktlinsen ist nicht sauerstoffdurchlässig. Der Sauerstofftransport erfolgt vielmehr per Diffusion durch das in der Linse enthaltene Wasser. Deshalb ist die Sauerstoffdurchlässigkeit dieser Kontaktlinsen im Allgemeinen umso höher, je größer der Wasseranteil ist. Auf diese Weise können Sauerstoffdurchlässigkeiten von bis zu 30 Dk erreicht werden.

##### Materialien
Je nach verwendeten Monomeren entstehen bei der Polymerisation HEMA-Homopolymere, HEMA-Copolymere, HEMA-freie Copolymere oder Silicon-Hydrogele. HEMA-Copolymere entstehen im Wesentlichen durch Zusatz von Vinylpyrrolidon (NVP) mit oder ohne Methacrylsäure (zum Beispiel in HEMA/NVP), Glycerolmethocrylat (zum Beispiel in HEMA/GMA-Polymeren), Dimethylacrylamid (zum Beispiel in HEMA/DMA-Polymeren) oder Phospharylcholin (zum Beispiel in HEMA/PC-Polymeren). HEMA-freie Copolymere entstehen im Wesentlichen aus der Copolymerisation von Methylmethocrylat und Vinylpyrrolidon mit oder ohne Zusatz von Dimethylacrylamid (MMA/NVP).
Wie bei den Materialien für harte Kontaktlinsen entstehen lange Polymerketten, in denen die einzelnen Monomere in mehr oder weniger zufälliger Reihenfolge aneinander gebunden sind. Die Herausforderung bei der Herstellung von Hydrogelmaterialien liegt darin die Blockbildung von hydrophilen Komponenten untereinander und hydrophoben Komponenten untereinander durch gute Durchmischung auf ein möglichst geringes Maß zu beschränken.
Durch die Mischung verschiedener Monomere können die Materialeigenschalten zum Beispiel bezüglich Wassergehalt und damit die Sauerstoffdurchlässigkeit gesteuert und optimiert werden.

#### Silikonhydrogellinsen
Für mehrtägiges ununterbrochenes Tragen sind höhere Sauerstoffdurchlässigkeiten nötig, um eine Schwellung der Hornhaut (insbesondere über Nacht) zu verhindern. Aus diesem Grund wurde 1999 die erste Linse aus einem sog. Silikonhydrogel eingeführt (Balafilcon), die bis zu einem Monat ununterbrochen getragen werden kann. Dabei handelt es sich um die Mischung aus einem hydrophilen sauerstoffundurchlässigen Polymer, einem hydrophoben hochsauerstoffdurchlässigen Silikonpolymer und Wasser. Durch die Silikonpolymere können Sauerstoffdurchlässigkeitswerte von deutlich über 100 Dk erzielt werden.
Allerdings hat die hydrophobe Oberfläche dieser Materialien den Nachteil, dass die Linsenoberfläche im Auge schlechter benetzbar ist, was zum Teil durch zusätzliche Oberflächenbehandlungen ausgeglichen werden muss. Ein weiterer Nachteil, der für die höhere Sauerstoffdurchlässigkeit in Kauf genommen werden muss, ist die höhere Steifigkeit von Silikonhydrogellinsen im Vergleich zu Hydrogellinsen. Dadurch können unter Umständen leichter mechanische Reizungen des Auges auftreten. Die Kontaktlinsenhersteller arbeiten stetig an neuen Materialien, um die genannten Probleme zu reduzieren. So sind inzwischen Silikonhydrogele erhältlich, die auch ohne Oberflächenbehandlung eine relativ gute Benetzbarkeit aufweisen (zum Beispiel Comfilcon).

### Hybridkontaktlinsen
Um die Vorteile formstabiler Kontaktlinsen und den Tragekomfort weicher Kontaktlinsen zu kombinieren, werden seit 2001 sogenannte Hybridlinsen entwickelt, die mittlerweile von einigen Herstellern angeboten werden. Sie weisen den sauerstoffdurchlässigen Kern einer formstabilen Kontaktlinse und eine weiche Ummantelung auf. 2005 wurden sie für den amerikanischen Markt zugelassen. Besonders Patienten, die an Keratokonus leiden und bisher formstabile Kontaktlinsen benötigten, können so in den Genuss des Tragekomforts einer weichen Kontaktlinse kommen.

### RGP-Kontaktlinsen gegenüber weichen Kontaktlinsen
Die Wahl zwischen RGP-Kontaktlinsen (rigid gas permeable; formstabile sauerstoffdurchlässige) oder weichen Kontaktlinsen ist abhängig von den Gewohnheiten des Trägers, kann aber auch durch medizinische Aspekte beeinflusst werden (manche Hornhautverkrümmungen können besser durch formstabile Linsen korrigiert werden). Durch die deutlich bessere Unterspülung der RGP-Linse wird die Hornhautoberfläche besser mit Nährstoffen versorgt als bei weichen Linsen; zugleich werden Stoffwechsel-Abfallprodukte (wie Pyruvat, Laktat) besser ausgespült. Formstabile Kontaktlinsen weisen den Vorteil auf, nicht austrocknen zu können. Ein weiterer Aspekt ist die Häufigkeit des Tragens: Bei gelegentlichem Tragen, zum Beispiel bei sportlichen Aktivitäten, sind die weichen Kontaktlinsen in der Regel kostengünstiger. Bei täglichem Tragen weisen formstabile Kontaktlinsen trotz der höheren Kauf- und Anpassungskosten einen Kostenvorteil auf, da sie bei guter Pflege seltener erneuert werden müssen. Ändert sich die Sehstärke des Trägers relativ schnell, zum Beispiel in jungen Jahren, kann es sinnvoller sein, weiche Kontaktlinsen zu verwenden, um nicht häufig die relativ teuren formstabilen Kontaktlinsen nachkaufen zu müssen.
Bei starkem Wind oder staubiger Umgebung besteht bei formstabilen Kontaktlinsen das Risiko, dass zu Schmerzen führende Fremdkörper unter eine formstabile Kontaktlinse gelangen. Durch die fast direkte Haftung weicher Kontaktlinsen auf der Augenoberfläche und ihre Ausdehnung bis unter den Lidrand sitzen weiche Kontaktlinsen fester im Auge als formstabile, was auch das Verlustrisiko reduziert. Das Risiko für Infektionen der Hornhaut ist bei weichen Kontaktlinsen größer als bei formstabilen Kontaktlinsen (3,5 gegenüber 1,1 Fällen auf 10.000 Träger).
Die Eingewöhnungszeit von formstabilen Kontaktlinsen ist länger als die von weichen. Während weiche Kontaktlinsen in der Regel bereits am ersten Tragetag nur noch in geringem Maß als Fremdkörper empfunden werden, benötigen formstabile Kontaktlinsen eine Eingewöhnungszeit von drei bis sechs Wochen. Danach ist bei formstabilen Kontaktlinsen kontinuierliches Tragen erforderlich, um den Gewöhnungseffekt nicht zu verlieren. Viele Träger empfinden aber auch nach dieser Eingewöhnungszeit mit formstabilen Kontaktlinsen ein stärkeres Fremdkörpergefühl als mit weichen Kontaktlinsen.

## Linsenfunktionen

### Kontaktlinsen zur Korrektur von Kurz- oder Weitsichtigkeit
Die gebräuchlichsten Kontaktlinsen werden zur Korrektur von Kurz- oder Weitsichtigkeit verwendet. Dabei werden sphärische Linsenformen, asphärische Linsenformen, oder sphärische Linsenformen mit asphärischem Randbereich eingesetzt.

### Torische Kontaktlinsen
Mit torischen Kontaktlinsen wird ein durch Hornhautverkrümmung bedingter Astigmatismus korrigiert. Neben dem Dioptrienwert müssen bei der Herstellung auch die Werte für Achse und Zylinder des Astigmatismus berücksichtigt werden. Die Hornhautverkrümmung wird durch zylindrische Parameter ausgeglichen. Die Linse muss dazu in einer definierten Position sitzen. Das wird durch verschiedene Methoden erreicht, die eine sorgfältige Anpassung erfordern. Zur korrekten Einstellung wird neben den Dioptrienwerten die Augengröße ermittelt. Zudem muss die Struktur der Hornhaut erfasst werden, um die Linse an diese Form korrekt anzupassen.

### Kontaktlinsen zur Korrektur von Alterssichtigkeit
Ab dem 40. Lebensjahr verliert das menschliche Auge zunehmend spürbar die Fähigkeit, sich auf nahe Entfernungen einzustellen. Diese Erscheinung bezeichnet man als Alterssichtigkeit oder Presbyopie.
In seltenen Fällen kann durch krankhafte Veränderungen oder Verletzungen des Auges bereits früher eine Nahkorrektion erforderlich sein. Im Gegensatz zu herkömmlichen Kontaktlinsen, mit denen immer nur das Sehen in der Ferne oder Nähe korrigiert werden kann, bieten seit 1982 Multifokallinsen die Möglichkeit des deutlichen Sehens in unterschiedlichen Entfernungen. Multifokallinsen werden in segmentförmige Bifokallinsen oder konzentrische Multifokallinsen eingeteilt. Eine Sonderform stellt die Monovisionstechnik dar. Welcher Linsentyp verwendet wird, ist abhängig von den physiologischen Gegebenheiten und von der Art der Anwendung. Multifokallinsen werden sowohl als formstabile Kontaktlinsen als auch als weiche Kontaktlinsen hergestellt.

#### Segmentförmige Bifokallinsen
Dieses Herstellungsprinzip, das man auch als alternierendes (abwechselndes) System bezeichnet, besteht in der Regel aus zwei segmentförmigen optischen Zonen unterschiedlicher Wirkung. Beim Blick in die Ferne sieht das Auge durch die obere – für die Ferne korrigierende – optische Zone. Beim Blick in die Nähe wird das Auge nach unten gedreht, die Kontaktlinse wird jedoch durch den Einfluss des Unterlides nach oben geschoben und man sieht durch die Nahzone.

#### Konzentrische Multifokallinsen
Bei diesem Linsentyp werden zwei oder mehrere ringförmige Sehzonen konzentrisch angeordnet. Bei modernen Kontaktlinsen gehen die Bereiche mittlerweile fließend ineinander über. Der Benutzer kann gleichzeitig verschiedene optische Zonen nutzen, daher auch die zusätzliche Bezeichnung als „simultanes System“. Die Grundlagen wurden bereits in den 1950er Jahren von Collins und de Carle beschrieben. Dem Auge wird gleichzeitig das Bild der Ferne und der Nähe angeboten, und es wählt (unbewusst) das gewünschte Bild aus.

#### Monovisionstechnik
Hier werden keine Mehrstärkenkontaktlinsen verwendet, um die Presbyopie zu korrigieren, sondern man gleicht ein Auge für die Ferne aus, das zweite Auge für die Nähe. Bei Anwendung dieser Technik kommt es jedoch zu Einschränkungen des beidäugigen stereoskopischen Sehens.

### Nachtlinsen
Eine weitere Form von Kontaktlinsen sind orthokeratologische Nachtlinsen. Diese werden vor dem Schlafen eingesetzt und über Nacht in den Augen belassen. Während der Tragzeit korrigieren sie die Form der Hornhaut des Auges. Diese Verformung ist nicht dauerhaft, bleibt jedoch über einen Zeitraum von ein bis drei Tagen erhalten, in dem scharfes Sehen ohne Sehhilfe möglich ist.

### Verbandslinsen
Verbandslinsen werden vom Augenarzt bei Verletzungen der Hornhaut eingesetzt und können bis zu vier Wochen dort verbleiben.

### Kosmetische Kontaktlinsen

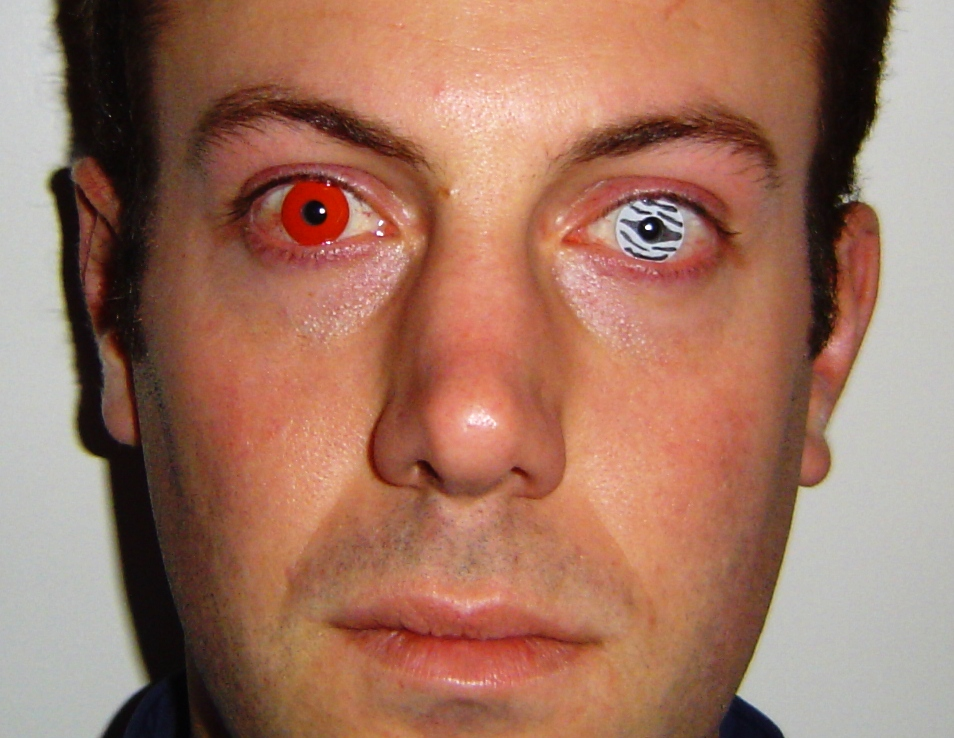
Verschiedene kosmetische Kontaktlinsen

Farbige oder bemalte Kontaktlinsen (auch Motivlinsen genannt) dienen überwiegend ästhetischen oder kosmetischen Zwecken. Eine medizinische Indikation für farbige Kontaktlinsen (Irislinsen) liegt bei Lichtempfindlichkeit vor. Ihre optischen Funktionen sind schlechter als die konventioneller Kontaktlinsen. Es gibt sie in allen gängigen Farben und Motiven, so zum Beispiel mit Reptil- oder Manga-Motiven, die zu Karneval, Halloween und Mottopartys vermehrt an Beliebtheit gewinnen.
Die Ausführung „Sclera-Lens“ (deutsch „Vollschalen-Kontaktlinse“) kann das ganze Auge bedecken. Solche Kontaktlinsen dürfen laut Hersteller unter Verwendung von Augentropfen maximal sechs Stunden getragen werden. Aufgrund ihrer Größe ist das Einsetzen einer Vollschalen-Kontaktlinse schwieriger als das einer normalen weichen Kontaktlinse.

### FreitauchlinseSea-U

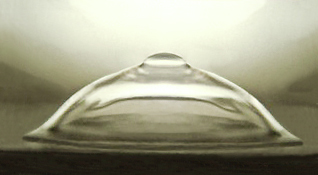
Freitauchlinse Sea-U

Der Druck innerhalb einer Tauchermaske muss während des Abtauchens mehrmals bewusst angepasst werden. Dies geschieht durch Einblasen von Luft aus der Lunge durch die Nase. Dieser Umstand ist Freitauchern nur bedingt möglich, da sie nur eine Lungenfüllung Luft mit sich führen und der mehrmalige Druckausgleich in der Maske zu einem signifikanten Verlust von Luft und somit zu kürzeren Tauchgängen führt. Zumal in größeren Tiefen das Volumen der komprimierten Lunge dafür zu klein ist. Um die Notwendigkeit dieses Druckausgleichs zu eliminieren, entwickelte der Kontaktlinsenspezialist Rainer Holland die Linse Sea-U, mit der Freitaucher unter Wasser scharf sehen können, ohne eine Tauchmaske zu benutzen. Die Herstellung wurde jedoch inzwischen eingestellt.

## Korrektureigenschaften im Vergleich zu Brillen
Bei starker Kurzsichtigkeit bieten Kontaktlinsen den Vorteil, dass das Gesehene aufgrund des direkten Sitzes auf dem Auge, anders als bei einer Brille, nur unwesentlich verkleinert wird. Im Gegenzug wird bei starker Weitsichtigkeit das Gesehene kaum vergrößert, gegenüber einem Normalsichtigen also das Gesichtsfeld nicht nennenswert reduziert. Der mit formstabilen Kontaktlinsen erreichbare Visus ist oft höher als der erreichbare Visus mit einer Brille, da die physiologisch immer vorhandene irreguläre Komponente des Astigmatismus durch die sich unter der Linse ansammelnde Tränenflüssigkeit, auch „Tränenlinse“ genannt, zum Teil ausgeglichen wird. In allen Fällen entfällt die Beschränkung des Sehfelds durch den Brillenrand, und die Augen können den natürlichen Bewegungsmustern folgen. Oft haben Kontaktlinsen eine leichte Tönung, um die Handhabung zu erleichtern.
Ein weiterer Vorteil von Kontaktlinsen liegt in der Korrekturmöglichkeit von sehr unterschiedlich ausgeprägten Brechungsfehlern (Anisometropie) des rechten und linken Auges, welche in der Regel zu einem störenden Unterschied in der Abbildungsgröße auf der Netzhaut führt (Aniseikonie), und die ab einer bestimmten Ausprägung mit einer Brille nicht mehr zu korrigieren ist. Dies kann als medizinische Indikation zur Kostenübernahme durch die gesetzlichen Krankenversicherungen führen.

## Anpassung und Pflege

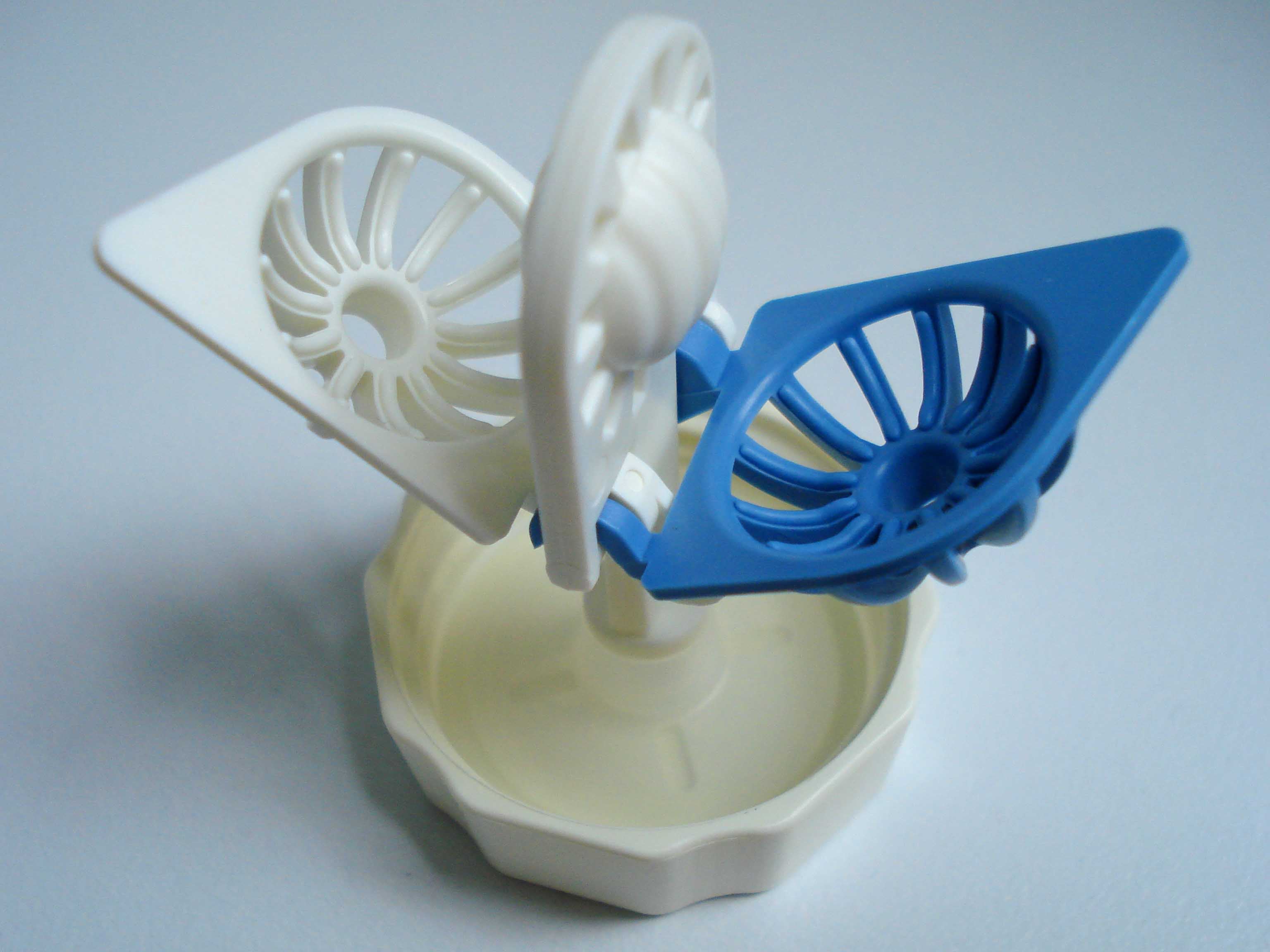
Handelsüblicher Behälter zur Desinfektion oder Aufbewahrung von weichen Kontaktlinsen

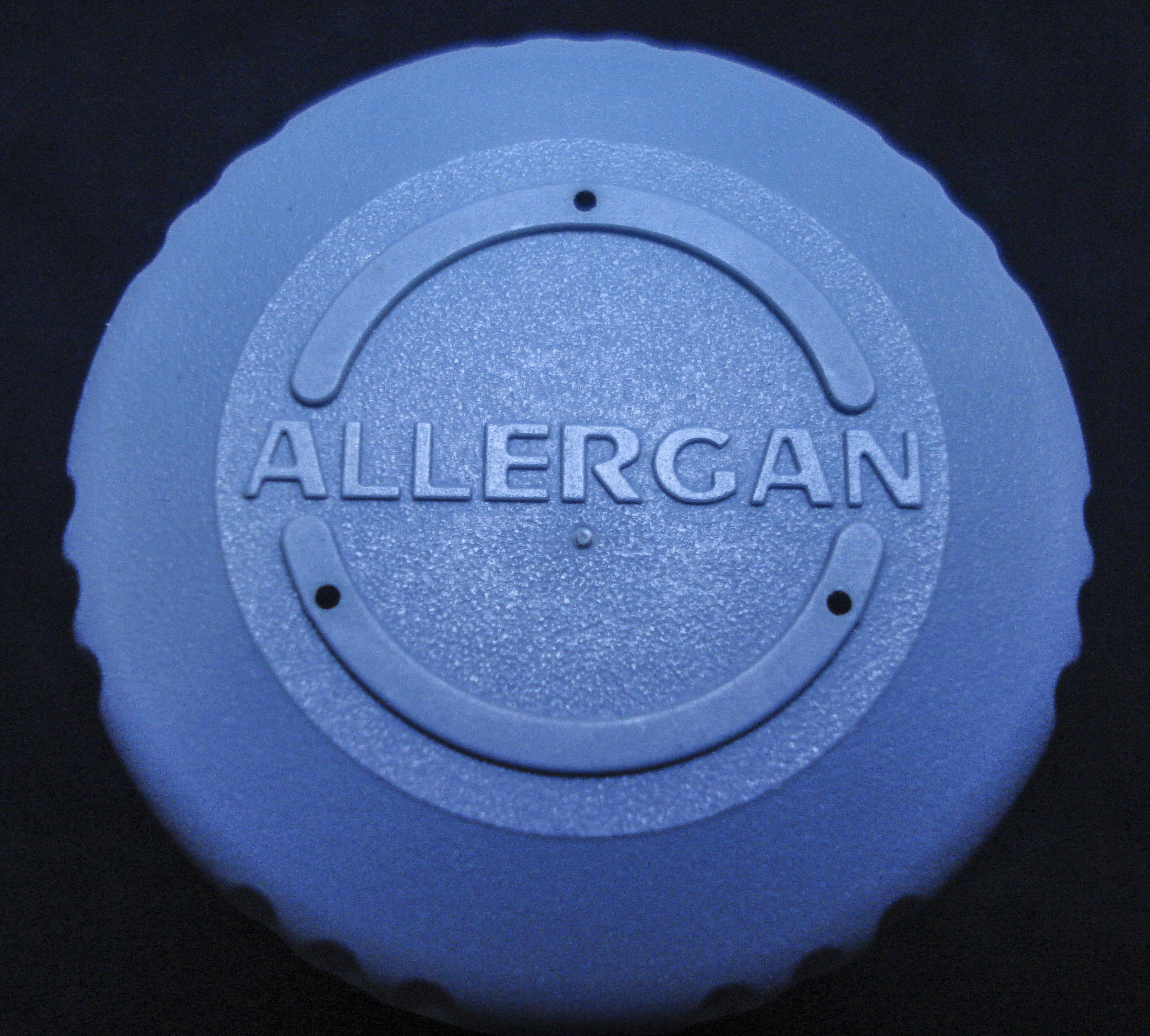
Deckel eines Kontaktlinsenbehälters mit Gasaustrittsöffnungen

Kontaktlinsen, die nicht gut und sachgemäß angepasst sind, können das Auge schädigen. Deshalb sollte die Anpassung (Kontaktologie) von einem entsprechend geschulten Fachmann vorgenommen werden, in der Regel von einem Augenarzt, einem Augenoptiker oder einem Optometristen. Dieser sichert ein bestmögliches Resultat zu und haftet bei Problemen im gesetzlichen vorgegebenen Rahmen. Der Anpasser berücksichtigt die individuelle Form des Auges genauso wie die Kraft der Augenlider beim Zwinkern. Besondere Aufmerksamkeit kommt dem Tränenfilm zu, dessen Eigenschaften das jeweilige Linsenmaterial mitbestimmen.
Auch auf die Tragedauer der Kontaktlinsen ist zu achten. Tageslinsen stellen einen Sonderfall dar, da sie nur für bestimmte Situationen genutzt werden (Sport, Arbeit, wenn aus Sicherheitsgründen keine Brille getragen werden kann etc.). Die Tageslinsen werden nach wenigen Stunden, spätestens aber nach 16 Stunden, aus dem Auge genommen und entsorgt.
Weiche Kontaktlinsen sollten regelmäßig getauscht werden. Die Hersteller bieten dem Kunden mehrere Varianten zur Auswahl. Hier sind Zeiträume von ein bis zwei Wochen bis hin zu zwölf Monaten möglich.
Das Altern der Kontaktlinsen reduziert den Tragekomfort. Häufigster Nutzungsfehler ist die zu lange Tragedauer von Austauschlinsen. Nach Ablauf der Nutzungszeit wird das Auge erheblich schlechter mit Nährstoffen versorgt, wodurch die unten genannten Risiken entstehen.
Daher sollte die Dauer des Tragens der Kontaktlinsen immer in Absprache mit dem Augenarzt und Augenoptiker erfolgen.
Der Kontaktlinsenträger sollte regelmäßig die Nachkontrolltermine wahrnehmen, um Risiken zu vermeiden. Auf gute Hygiene muss geachtet werden, indem die Kontaktlinsen-Pflegemittel passend zum Linsenmaterial ausgewählt und die Flüssigkeiten regelmäßig gewechselt werden. Kontaktlinsen altern und können dann Gebrauchsspuren, Ablagerungen und Beschädigungen aufweisen.

## Kinder und Kontaktlinsen
Auch Kinder können problemlos und erfolgreich Kontaktlinsen tragen, sobald sie physisch und mental dazu in der Lage sind. Den richtigen Umgang und insbesondere die Pflege der Kontaktlinsen sollte der Kontaktlinsenanpasser besonders eingehend mit dem Kind und den Eltern besprechen und üben. Bei kleineren Kindern sollten die Eltern ihr Kind besonders in der Eingewöhnungsphase beim Einsetzen und Herausnehmen sowie bei der richtigen Pflege der Kontaktlinsen aktiv unterstützen. In der Regel lernen Kinder den richtigen Umgang mit den Linsen aber schnell.

## Risiken und Nebenwirkungen
Sauerstoffmangel unter Kontaktlinsen führt zu vielfältigen Beeinträchtigungen der Funktion der Hornhaut. Die wichtigsten Nebenwirkungen von Kontaktlinsen sind Hyperämie in Bindehaut oder Limbus, Neovaskularisation und Bindehautentzündungen, vor allem Keratoconjunktivitis sicca und Riesenpapillenkonjunktivitis.
Durch Infektion mit Bakterien, Pilzen oder Amoeben ausgelöste Hornhautentzündungen sind ein weiteres Risiko insbesondere weicher Kontaktlinsen. Um die 90 Prozent aller Keratitis-Fälle sind Kontaktlinsenträger; in einem Artikel von 2013 gibt der „Der Spiegel“ außerdem an, jährlich seien etwa 4000 von deutschlandweit 2,5 Millionen Trägern weicher Kontaktlinsen betroffen.
Das Risiko aller genannten Nebenwirkungen steigt im Allgemeinen mit der Tragezeit. Die Wahrscheinlichkeit von infektiösen Bindehaut- und Hornhautentzündungen kann durch Einhaltung der Hygienevorschriften für die Handhabung von Kontaktlinsen reduziert werden. So sollten Kontaktlinsen nicht mit Leitungswasser gereinigt werden. Ein erhöhtes Risiko von Acanthamoeba- und Fusarium- (ein Pilz) Keratitiden wurde zudem bei Nutzung bestimmter Kontaktlinsen-Reinigungslösungen gefunden. Dabei handelte es sich nicht um ab Werk verseuchte Produktchargen, sondern um ein grundsätzlich unzulängliches Desinfektionsvermögen der betreffenden, inzwischen vom Markt genommenen Reinigungssysteme.
Man kann auch davon ausgehen, dass selbst eine Kontaktlinse mit hoher mittleren Transmissibilität (Sauerstoffdurchlässigkeit) zu einer lokalen Beeinträchtigung der Hornhaut führen kann, wenn Bereiche der Kontaktlinse dick genug sind, um eine Hypoxie der darunter liegenden Epithelzellen zu verursachen. Holden und Mertz definierten die minimale Sauerstofftransmissibilität (Dk/t) mit 24·10−9 mL(O2)/(cm²·s·mmHg) für das Tragen über den Tag und 87·10−9 mL(O2)/(cm²·s·mmHg) für das nächtliche Tragen. Das Kriterium für diesen Wert ist das Entstehen von Übernachtödemen in einem Bereich von nur 3–4 %.

## Einschränkungen beim Tragen

### Sauna
Durch die trockene Luft und den regelmäßigen Saunaaufguss können die Augen gereizt werden. Weiterhin bilden sich Ablagerungen auf der Linse. Es empfiehlt sich deshalb, bei Saunabesuchen Kontaktlinsen zu nutzen, die sehr sauerstoffdurchlässig sind, was man an einem hohen Dk-Wert oder Dk/T-Wert der Linsen erkennen kann.

### Schwimmen
Kontaktlinsen gehen während des Schwimmens oft verloren. Bei formstabilen Linsen ist das noch wahrscheinlicher als bei weichen Kontaktlinsen, da sich weiche Linsen stärker an der Hornhaut festsaugen. Auch kann das Material der Kontaktlinsen durch Chlor und Salzwasser verformt werden, was die optischen Eigenschaften der Linsen beeinträchtigen würde.
Vom Schwimmen oder Baden mit Kontaktlinsen (und generell davon, weiche Kontaktlinsen mit Wasser – auch Schwimmbad- oder Leitungswasser! – in Kontakt zu bringen) wird heute grundsätzlich abgeraten, da die Linsen von im Wasser lebenden Mikroorganismen besiedelt werden können. In der medizinischen Fachliteratur gibt es diverse Schilderungen von Fällen, in denen sich Kontaktlinsenträger im Zusammenhang mit Wasserkontakt der Linsen schwere Hornhautinfektionen mit Acanthamoeben, Pilzen oder Bakterien zugezogen hatten. Alternativ können Schwimmbrillen mit individuellen Korrekturgläsern genutzt werden.

### Sporttauchen
Die Benutzung von weichen Tageslinsen wird empfohlen. Beim Verlieren der Linsen ist der finanzielle Verlust im Gegensatz zu Monats- oder Jahreslinsen oder insbesondere zu Tauchmasken mit optischen Gläsern gering. Auch sind Tageslinsen in der Regel insgesamt auch über einen längeren Zeitraum erheblich preiswerter als z. B. Tauchmasken mit optischen Gläsern. Wenn nach einem längeren Zeitraum eine Veränderung der optischen Eigenschaften des Auges eingetreten ist, ist keine neue (teure) Tauchmaske erforderlich, sondern es sind lediglich neue Tageslinsen mit den geänderten Dioptrien-Werten zu beschaffen, die bisherige Tauchmaske ohne Korrektur kann weiterhin verwendet werden.
Weiche Tageslinsen sind derzeit (August 2012) im Fachhandel zu Preisen ab ca. 40 Cent pro Stück erhältlich. Das ergibt für 10 Tauchgänge an verschiedenen Tagen einen Preis von ca. 8 Euro.
Der hohe Wasserdruck kann beim schnellen Auftauchen bei formstabilen Kontaktlinsen zu einer schlechten Sicht führen, da sich aus der Hornhaut austretende Luftbläschen unter der Linse sammeln. Aus medizinischer Sicht stellt das aber kein Gesundheitsrisiko dar. Beim Tauchen mit weichen Kontaktlinsen wurden noch keine negativen oder schädlichen Effekte festgestellt.
Das schnelle Auftauchen sollte aber aus Gesundheitsgründen generell vermieden werden, da es erhebliche Risiken beinhaltet.

### Berufe
In den meisten Berufen stellt das Tragen von Kontaktlinsen keine Nachteile gegenüber einer Brille dar. In Räumen mit niedriger Luftfeuchte oder Klimaanlagen gestaltet sich das Tragen von Kontaktlinsen insgesamt problematisch, da es schnell zu Tränenfilmproblemen („trockenen Augen“) und damit einer Reizung der Augenoberfläche kommen kann. Hilfreich sind hier die Auswahl eines geeigneten Linsenmaterials und die Verwendung eines auf Material und Tränenfilm abgestimmten Pflegemittels.
Tätigkeiten in staubiger Umgebung, z. B. als Bäcker (Mehl), im Straßenbau oder überhaupt im Handwerk, soweit es am Arbeitsplatz staubt, sind denkbar schlechte Voraussetzungen für das Tragen von Kontaktlinsen, wobei man bei gut unterspülten (also gesünderen) RGP-Linsen leichter eine Reizung durch Staubpartikel unter der Linse bekommen kann. Welche Berufszweige langfristig zu Problemen beim Tragen von Kontaktlinsen führen können, sollte im Gespräch beim Augenarzt oder Augenoptiker geprüft werden.

### Schwangerschaft
Durch hormonell bedingte Veränderungen, z. B. während einer Schwangerschaft, bei Einnahme von Hormonpräparaten („Pille“), bei Schilddrüsenerkrankungen usw., kann sich die Zusammensetzung der Tränenflüssigkeit verändern und somit zum Beschwerdebild „trockene Augen“ führen.

## Hersteller
- Alcon (Ciba Vision)
- Bausch & Lomb
- CooperVision
- Johnson & Johnson Vision Care
- Menicon
- Wöhlk (seit 1990 Zeiss-Tochter)